# Premi Václav Havel
El Premi Václav Havel, per a la dissidència creativa és un premi establert el 2012 per la Fundació de Drets Humans amb seu a la ciutat de Nova York.
Va ser nomenat en honor del dramaturg dissident i polític txec Václav Havel, el premi va ser fundat amb l'ajuda de la seva vídua l'actriu Dagmar Havlová, que va ser primera dama de la República Txeca des de 1997 a al 2003.
Els guardonats amb el Premi Havel reben una representació artística de la "Deessa de la Democràcia", l'estàtua erigida pels líders estudiantils xinesos durant les Protestes de la Plaça de Tiananmen de 1989. A més, els guardonats de cada any també comparteixen un premi de 350 000 corones noruegues.

## Guardonats
- 2012, Ai Weiwei, Aung San Suu Kyi, Manal al-Sharif.[3]
- 2013, Ali Farzat, Park Sang Hak, Damas de Blanco
- 2014, Erdem Gunduz, Pussy Riot, Dhondup Wangchen.[4]
- 2015, Girifna, Sakdiyah Ma'ruf, El Sexto.[4]
- 2016, Atena Farghadani, Petr Pavlenski, Umida Akhmedova.[5]
- 2017, Silvanos Mudzvova, Aayat Alqormozi, El Chigüire Bipolar.
- 2018,	Emmanuel Jal, Belarus Free Theatre, Mai Khoi.
- 2019,	Rap Against Dictatorship, Rayma Suprani, Ramy Essam.
- 2020, Badiucao, Omar Abdulaziz, Kizito Mihigo